# 通加諾克西 (堪薩斯州)
通加諾克西（英語：Tonganoxie）是一個位於美國堪薩斯州萊文沃思縣的城市。

## 地方資料
根據2020年美國人口普查的數據，通加諾克西的面積為10.60平方千米，當中陸地面積為10.50平方千米，而水域面積為0.10平方千米。當地共有人口5573人，而人口密度為每平方千米525.75人。